# Wörter und Sachen
Wörter und Sachen (palabras y cosas en alemán) fue un movimiento filológico de principios del siglo XX desarrollado en Alemania y Austria.
Sus defensores creían que la etimología de las palabras tiene que ser estudiada en asociación cercana o en paralelo con el estudio de los artefactos y conceptos culturales que la palabra ha acabado denotando. El proceso, se argumentaba, haría que los investigadores estudiaran datos lingüísticos más efectivamente.
Muchos de los principios y las teorías del movimiento Wörter und Sachen han sido incorporados desde entonces a lingüística histórica moderna, como la práctica de la referencia cruzada con datos arqueológicos.